# Nhiệt độ da người

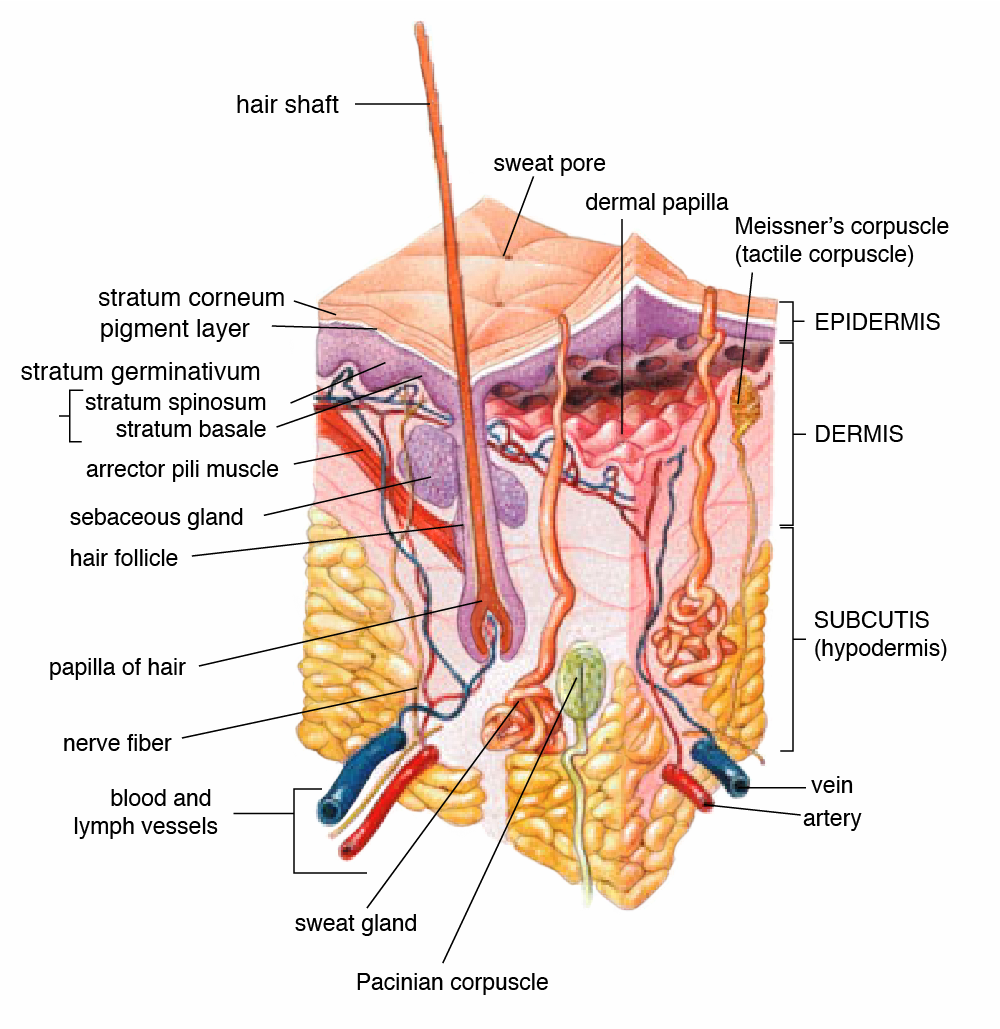
Giải phẫu da người

Nhiệt độ da người liên quan đến nhiệt độ của bề mặt ngoài cùng của cơ thể. Nhiệt độ da người bình thường trên phần giữa của cơ thể dao động trong khoảng 33,5 đến 36,9 C (92,3 và 98,4F), mặc dù nhiệt độ của da thấp hơn nhiệt độ các bộ phận nhô ra, như mũi, và cao hơn nhiệt độ tại cơ bắp và các cơ quan hoạt động. Đo nhiệt độ da có nhiều khó khăn và mặc dù không phản ánh rõ ràng nhiệt độ bên trong cơ thể, tuy nhiên nhiệt độ da vẫn có ý nghĩa trong việc đánh giá chức năng khỏe mạnh của da. Trong lịch sử, ý nghĩa sinh lý của nhiệt độ da đã bị bỏ qua vì phân tích lâm sàng đã ủng hộ việc đo nhiệt độ của miệng, nách và/hoặc trực tràng. Nhiệt độ của các cơ quan này thường phù hợp với nhiệt độ bên trong cơ thể.
Các mô hình dịch chuyển về nhiệt độ da thường cung cấp dữ liệu chẩn đoán quan trọng về tình trạng bệnh lý, từ cơ địa đến các bệnh mạch máu. Thông tin như vậy có thể chứng minh quan trọng để xác định phương pháp điều trị tiếp theo.

## Bối cảnh và tương tác
Ba chức năng chính được thực hiện bởi da là bảo vệ, điều tiết và cảm giác. Tương tác giữa da và nhiệt độ xảy ra liên tục liên quan đến từng chức năng này và thường có ý nghĩa y học và sinh lý đáng kể.
Da bao gồm ba lớp chính là lớp thượng bì, lớp hạ bì và lớp dưới da, và chứa nhiều loại tế bào, thụ thể và các mối nối cho phép thực hiện vô số chức năng. Khả năng của da có thể đối phó trong một loạt các điều kiện và ở nhiệt độ mô khác nhau, đồng thời cung cấp các chức năng này, chứng thực khả năng bền bỉ của nó.